# Borbollador

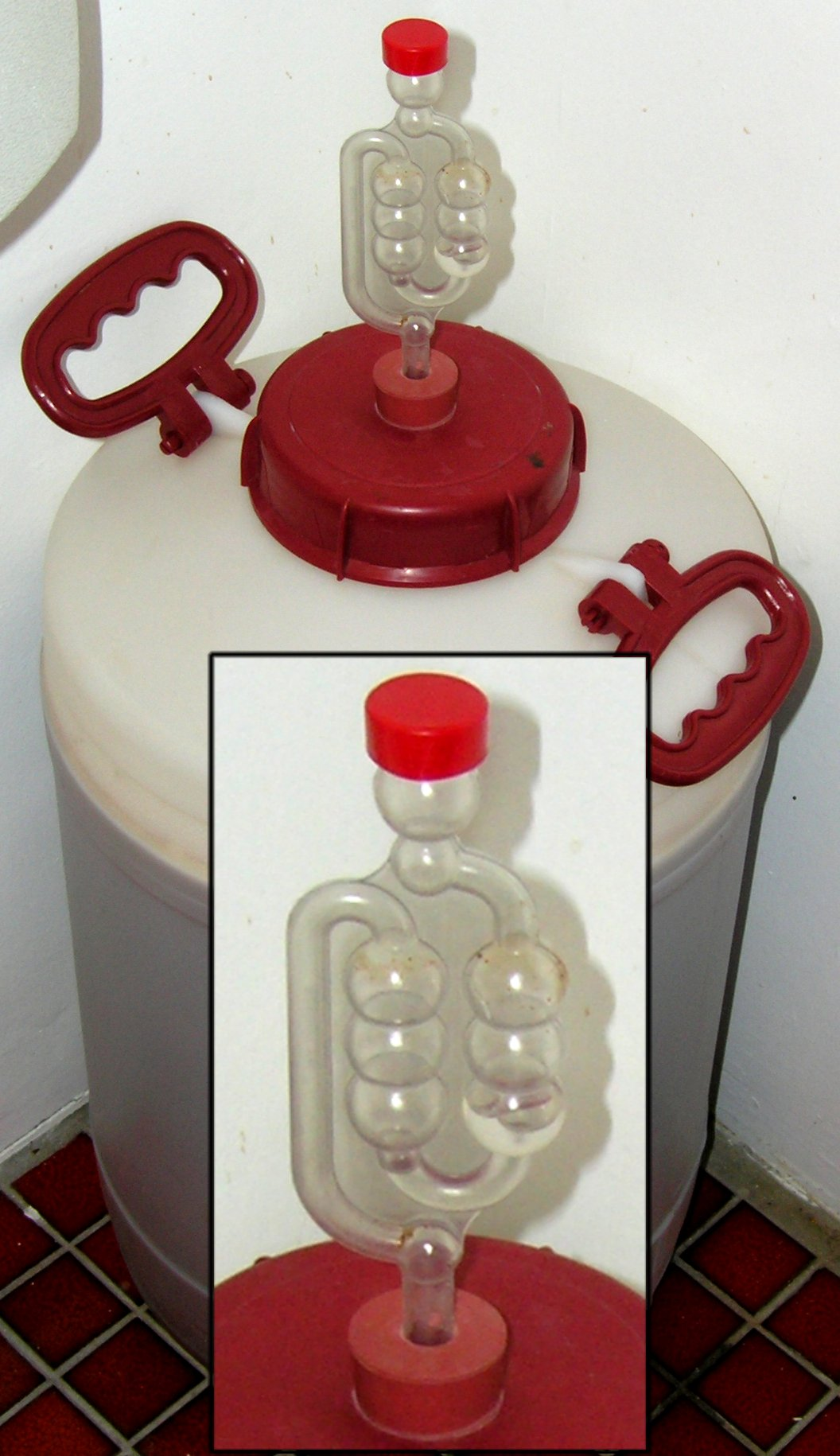
Un borbollador incorporat al tap d'un recipient de plàstic

Un borbollador és un instrument tubular amb un recipient que conté un líquid diluent a través del qual es fa bombollejar un gas. Aquest flascó és fet de vidre o material transparent. L'aire o el gas es fa passar a través d'un orifici capil·lar que fa que tingui prou força per borbollejar dins del líquid dins del qual són retinguts els materials transportats. Serveix normalment per a l'absorció o neutralització de gasos tòxics o contaminants, que així no passen a l'aire lliure. Treballant amb quantitats conegudes de gasos es poden fer avaluacions de recompte i d'identificació.

## Usos
Els borbolladors s'empren a les indústries del vi i de la cervesa. Els vinicultors posen borbolladors als tonells o tancs on fermenta el most amb la finalitat que continuï el procés de fermentació i que es mantingui l'eixida de gasos del procés de fermentació sense que els contaminants puguin entrar al recipient.
També s'empren als laboratoris per diversos usos i com a instrument presa de mostres de determinats contaminants atmosfèrics.

## Variants
- Borbollador simple: L'orifici capil·lar del capçal acaba en un sol orifici.
- Borbollador de placa fritada: El capil·lar del capçal acaba en una placa fritada.